# 大川宏
大川 宏（おおかわ ひろし、1945年10月17日 - ）は、日本の空手家・拳眞塾塾長。旧名は及川 宏（およかわ ひろし）。千葉県匝瑳郡栄村（現在の匝瑳市）出身。

## 来歴
1960年に日本空手道極真会 大山道場 成増支部へ入門。極真会館本部道場へ移籍し、1967年4月15日に黒帯（初段）を允許された。一緒に昇段した仲間に山崎照朝・添野義二・鈴木浩平・盧山初雄らがいる。
1969年4月からNETは、TBS・日本テレビに続き、「ワールドキックボクシング」を放映すると決定。NETはムエタイ選手や日本拳法空手道ら空手の各流派に出場要請をして選手集めをする他、極真会館へも同年2月に参戦依頼をしてきた。館長の大山倍達は当時の高弟から山崎照朝・添野義二・大川を選出し、極真ジム所属として参戦させ、彼らは「極真三羽烏」と紹介された。本部道場の指導員を担い、千葉真一の弟・矢吹二朗を指導している。
1970年、第2回オープントーナメント全日本空手道選手権大会に出場。
1985年、千葉県内に拳眞塾を創設。

## 拳眞塾
極真会館から派生した空手団体の一つである。門下生の中心は幼年、少年の子どもたちである。営利を目的とした団体ではないため専有道場をもたず、学校の体育館などを道場の場として活動している
拳眞塾の基本精神と技術は極真空手のそれを引き継いだものであり、直接打撃制が特徴である。安全性に配慮し、顔面殴打の禁止や拳サポーター使用などのルールが採用されている。